# Doris Wishman
Doris Wishman (* 1. Juni 1912 in New York City, New York; † 10. August 2002 in Miami, Florida) war eine US-amerikanische Filmregisseurin, Drehbuchautorin und Filmproduzentin. Ihr Werk lässt sich überwiegend dem Sexploitationfilm zuordnen.

## Leben und Karriere
Doris Wishman wurde 1912 in Manhattan geboren. Da sie ihr Alter verschleiern wollte, kursieren verschiedene Geburtsdaten. Sie verlor früh ihre Mutter. Der Vater zog mit ihr und den fünf Geschwistern nach Westchester County. Ihr Cousin war der Filmproduzent Max Rosenberg.
Nach Abschluss der Schule nahm sie Schauspielunterricht und studierte später am Hunter College. Danach war sie bei Joseph E. Levines Filmverleih als Sekretärin beschäftigt. Sie heiratete den Werber Jack Abrahms und zog mit ihm nach Floria. Allerdings erlag ihr Mann bereits 1958 mit nur 31 Jahren einem Herzinfarkt.
Wishman zog zurück nach New York City. Auf der Suche nach einer neuen Aufgabe im Leben entschied sie, Filme über Nudisten zu produzieren und zu vertreiben. Wishman verantwortete dabei meist nicht nur die Regie des Films, sondern auch das Drehbuch, die Produktion, das Casting und den Schnitt. Mitte der 1960er Jahre begann sie mit der Umsetzung erster Sexploitationfilme. In den 1970er Jahren entstanden die Filme Teuflische Brüste und Ein superheißes Ding, beide mit Chesty Morgan in der Hauptrolle. Danach wandte sich Wishman auch anderen Genres zu und drehte unter anderem mit A Night to Dismember einen Horrorfilm. Auch ihr letzter Film Each Time I Kill aus dem Jahr 2007 lässt sich diesem Genre zuordnen.
Obwohl Wishman ihrem Werk selbst kritisch gegenüberstand („I don't really like my movies. Some of those actors were so ugly. I felt, if I had the money, I could have done better.“), genießen ihre Filme unter Sexploitation-Fans Kultstatus. Das Nuart Theatre in Los Angeles zeigte 1998 in ihrer Anwesenheit die Retrospektive Doris Wishman: Queen of Sexploitation.
1966 hatte Wishman erneut geheiratet; die Ehe blieb kinderlos und endete Mitte der 1970er Jahre durch Scheidung. Wishman lebte seit den späten 1980er Jahren in Coral Gables, Florida, wo sie in einem Geschäft für Reizwäsche arbeitete. Sie starb im August 2002 an den Folgen einer Krebserkrankung und hinterließ ihre Schwester Pearl Kushner, die ihre Filmprojekte oft finanziell unterstützt hatte.

## Filmografie (Auswahl)
Regie
- 1960: Hideout in the Sun
- 1961: Der nackte Reigen (Diary of a Nudist)
- 1961: Nude on the Moon
- 1962: Blaze Starr Goes Nudist
- 1963: Gentlemen Prefer Nature Girls
- 1963: Playgirls International
- 1964: Behind the Nudist Curtain
- 1965: The Prince and the Nature Girl
- 1965: The Sex Perils of Paulette
- 1965: Bad Girls Go to Hell
- 1966: Another Day, Another Man
- 1966: My Brother’s Wife
- 1967: A Taste of Flesh
- 1968: Indecent Desires
- 1968: Too Much Too Often!
- 1970: The Amazing Transplant
- 1971: Love Toy
- 1972: Keyholes Are for Peeping
- 1973: Teuflische Brüste (Deadly Weapons)
- 1974: Ein superheißes Ding (Double Agent 73)
- 1975: The Immoral Three
- 1975: Satan Was a Lady
- 1976: Come with Me My Love
- 1977: Let Me Die a Woman
- 1983: A Night to Dismember
- 1993: To Live and Shave in L.A.: Spatters of a Royal Sperm
- 2001: Satan Was a Lady
- 2002: Dildo Heaven
- 2007: Each Time I Kill (postum veröffentlicht)